# 大果地杨梅
大果地杨梅（学名：Luzula rufescens var. macrocarpa）为灯心草科地杨梅属下的一个变种。

## 扩展阅读
- 維基物種上的相關：大果地杨梅